# Carol Strickland

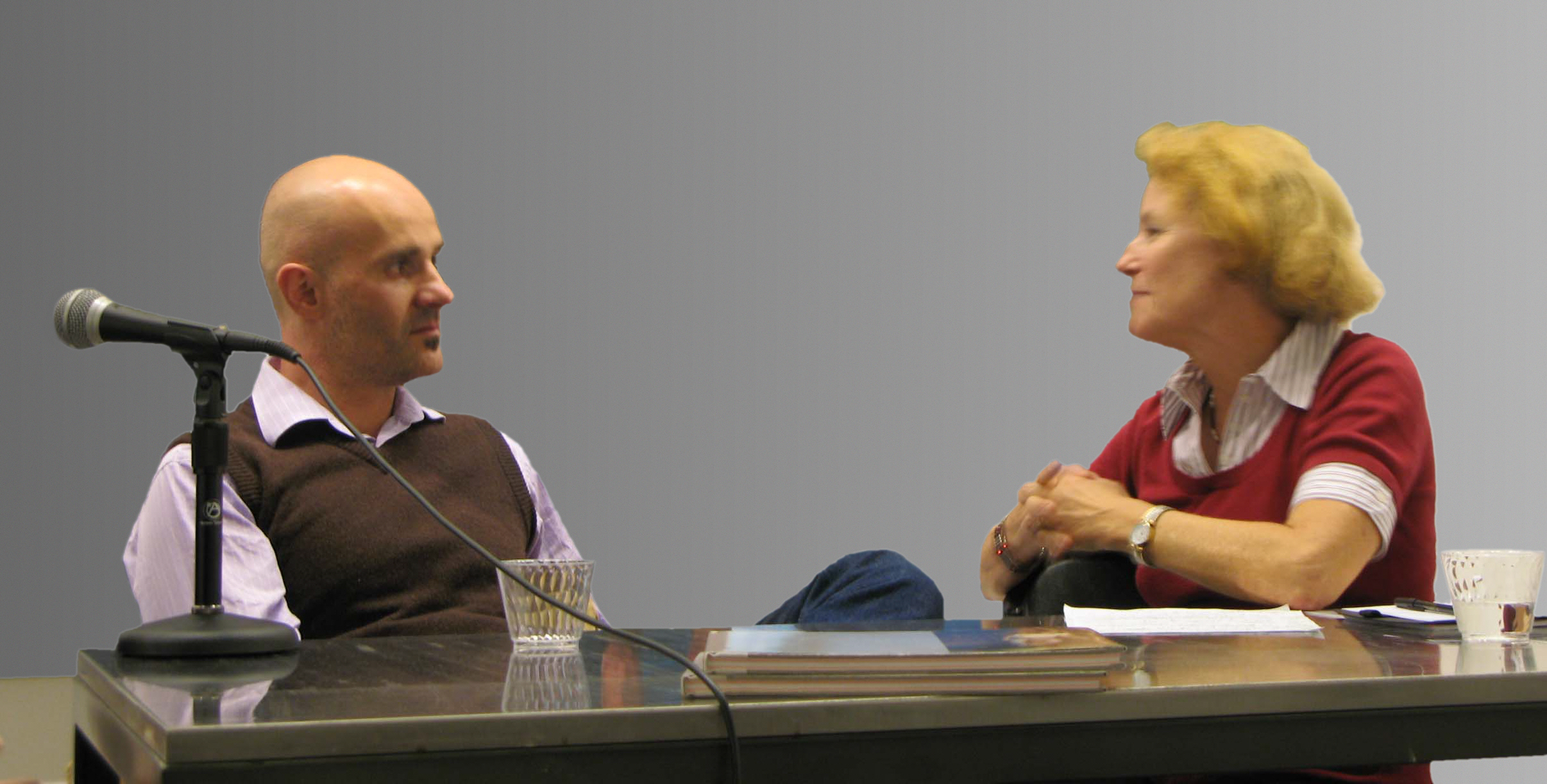
Aris Kalaizis und Carol Strickland

Carol Ann Colclough Strickland (* 1946) ist eine in New York lebende amerikanische Kunstwissenschaftlerin.
Strickland besuchte bis 1968 das Rhodes College in Memphis (Tennessee). Sie studierte englische Literatur, wurde 1973 an der University of Michigan promoviert und lehrte in den 1980er Jahren an verschiedenen Colleges, der Rutgers University und der State University of New York in Stony Brook. Während eines Sabbatical-Jahrs in Genf begann sie, über zeitgenössische Künstler zu schreiben. Nach ihrer Rückkehr in die USA verfasste sie Artikel für die amerikanischen Tageszeitungen The Christian Science Monitor, The New York Times und das Wallstreet Journal, aber auch für Magazine wie The Nation und Art & Antiques. In ihren Schriften befasst sie sich zumeist mit Kunst und Architektur, auch in ihren zwei wichtigsten Büchern The Annotated Mona Lisa und The Annotated Arch. The Annotated Mona Lisa beinhaltet kunsthistorische Abhandlungen über Kunst und Architektur, die in der Frühgeschichte ihren Anfang nehmen und bis in die Postmoderne führen. Es wurde in mehrere Sprachen übersetzt.
Sie ist mit dem an der Rockefeller University, New York, lehrenden Biochemiker Sidney Strickland verheiratet.

## Schriften
- The Annotated Mona Lisa: A Crash Course in Art History from Prehistoric to Post-Modern, Andrews McMeel Publishing, 2. Aufl., 2007, ISBN 978-0-7407-6872-9
- The Illustrated Timeline of Western Literature, 2007
- The Illustrated Timeline Of Art History: A Crash Course In Words & Pictures, 2006
- The Annotated Arch: A Crash Course in the History Of Architecture, Andrews McMeel Publishing, 2001, ISBN 978-0-7407-1024-7